# Poliment

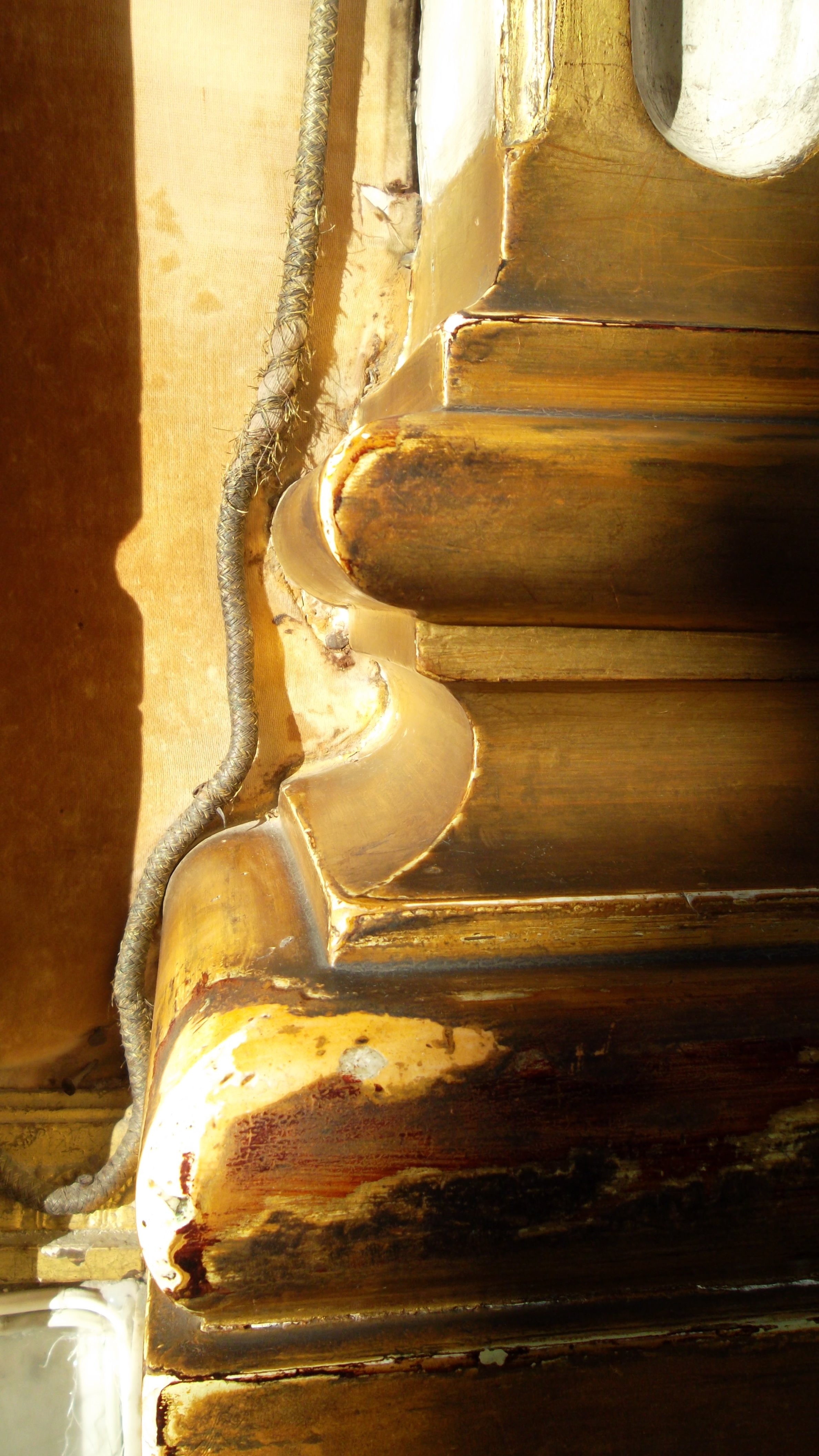
Poliment im Winterpalast, St. Petersburg

Das Poliment ist der hauptsächliche Untergrund für das z. B. auf Schnitzereien aufzutragende Gold, das sonst nicht haften würde (Goldträger). 
Es ist ein feiner, aufwendig vorbereiteter und geleimter Ton, meistens rot, gelb oder graublau. Aufgrund seiner Fettigkeit und der Saugwirkung haftet Blattgold fest auf dem Untergrund. Dieser Ton wurde schon seit dem Mittelalter verwendet und wird noch heute benutzt.
Zur Herstellung werden in destilliertem Wasser aufgelöste Hautleime mit einem speziell aufbereiteten Bolus versetzt. Die Bolusmasse besteht aus einem fetten Ton unterschiedlicher Färbung und Herkunft sowie Seife.